# Jaakna
Koordinaten: 58° 59′ N, 23° 58′ O
Jaakna ist ein Dorf (estnisch küla) in der estnischen Landgemeinde Lääne-Nigula im Kreis Lääne. Bis 2013 gehörte es zur Landgemeinde Risti (Risti vald).
Das Dorf hat 25 Einwohner (Stand 31. Dezember 2011).